# کیوشی کوداما
کیوشی کوداما (به ژاپنی: 児玉 清 Kodama Kiyoshi)؛(۱ ژانویهٔ ۱۹۳۴ – ۱۶ مهٔ ۲۰۱۱) یک هنرپیشه اهل ژاپن بود. وی بین سال‌های ۱۹۶۰ تا ۲۰۱۱ میلادی فعالیت می‌کرد.